# För ett enat Ukraina
För ett enat Ukraina! (За Єдину Україну!) var en valallians i Ukraina, bildad den 15 december 2001 av anhängare till landets dåvarande president Leonid Kutjma.
Alliansen bestod av följande fem partier:
- Regionernas parti
- Ukrainas agrarparti
- Partija promyslovtsiv i pidpryjemtsiv Ukrajiny
- Folkdemokratiska partiet
- Ukrainas arbetarparti

I parlamentsvalet den 30 mars 2002 fick alliansen 11,77 % av rösterna och 102 av 450 mandat.